# Dorfkirche Sembten

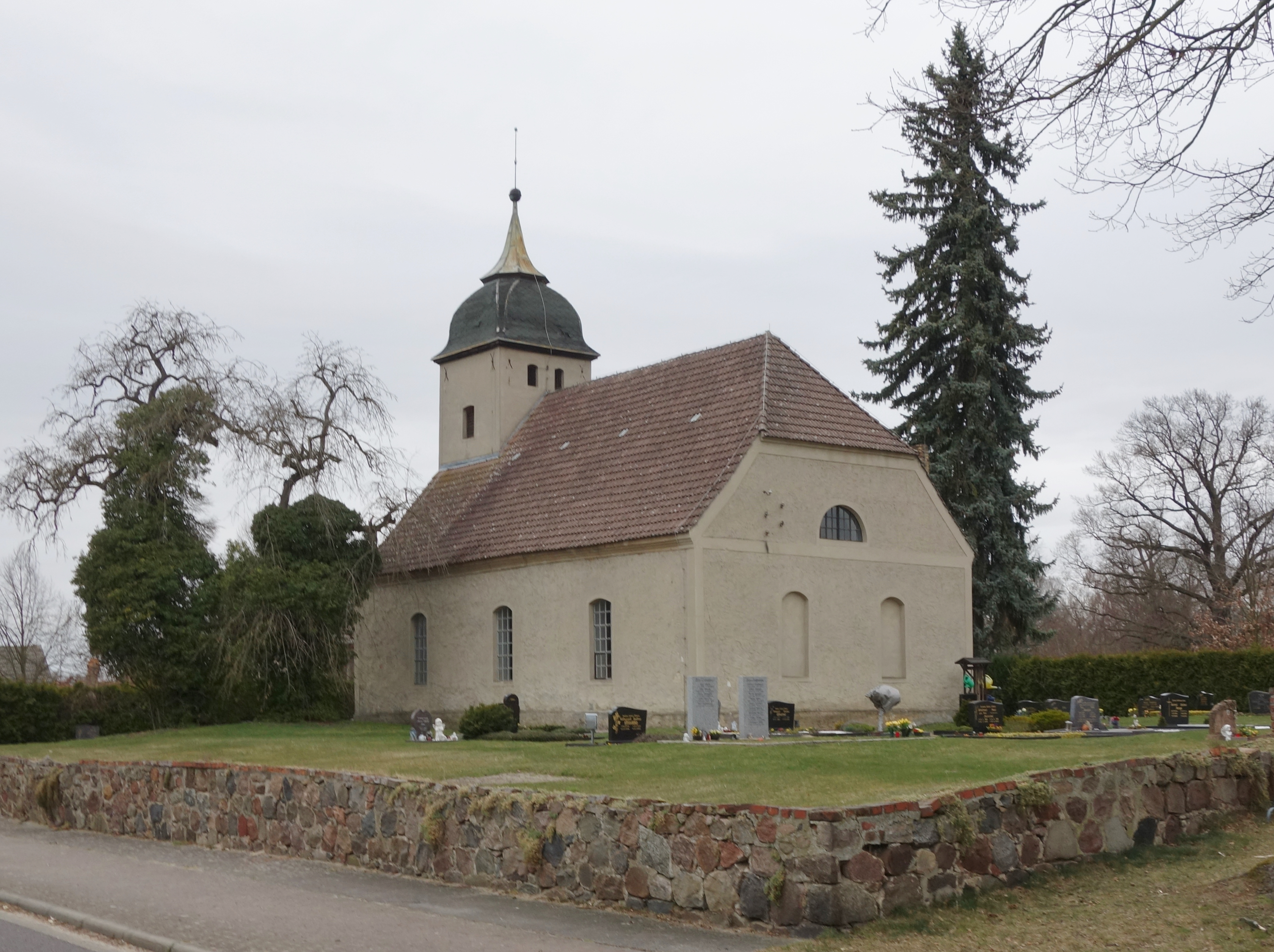
Südostansicht der Dorfkirche Sembten

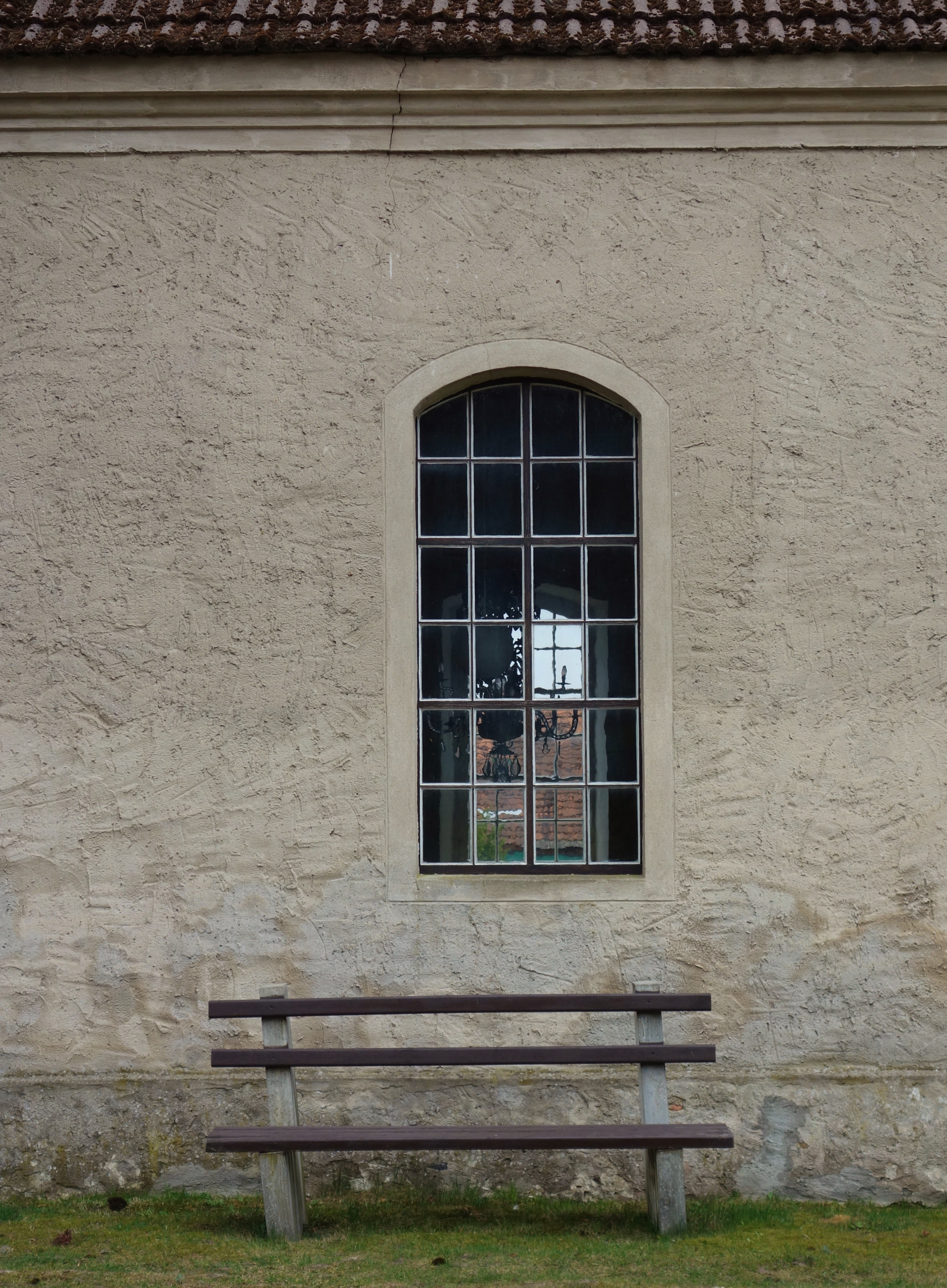
Segmentbogenfenster und Traufgesims

Die Dorfkirche Sembten ist ein denkmalgeschütztes Kirchengebäude im Ortsteil Sembten der Gemeinde Schenkendöbern im Landkreis Spree-Neiße des deutschen Bundeslandes Brandenburg. Es gehört der Kirchengemeinde Region Guben im Kirchenkreis Cottbus, der Teil der Evangelischen Kirche Berlin-Brandenburg-schlesische Oberlausitz ist.

## Architektur
Die Kirche ist ein typischer Dorfkirchenbau des frühen 19. Jahrhunderts. Sie wurde in ihrer heutigen Form 1813–14 gegen Ende des napoleonischen Kriegs errichtet. Ob Teile einer bereits 1718 erwähnten Vorgängerkirche verwendet wurden, ist nicht bekannt.
Das Gebäude ist ein gut 17 m langer und 11 m breiter, rechteckiger Saalbau mit Satteldach, das im Osten als Krüppelwalm ausgebildet ist. Die Mauern sind aus Feld- und Backsteinen errichtet und verputzt. An beiden Längsseiten finden sich drei Segmentbogenfenster. Den Übergang zum Dach bildet ein abgestuft profiliertes Traufgesims. Der Ostgiebel zeigt zwei segmentbogige Blendfenster und ein Halbkreisfenster.
Der quadratische Turm an der Westseite der Kirche ist eingezogen und tritt leicht aus der Fassadenebene hervor. Er trägt eine geschweifte Haube, die in die achteckige Spitze übergeht und durch einen Knauf und Stab mit Stern bekrönt ist.